# Krystian Bąk
Krystian Bąk (ur. 20 września 1956 w Siemianowicach Śląskich) – polski hokeista na trawie, olimpijczyk.

## Życiorys
Syn Rudolfa i Stefanii z Szulców, ukończył Technikum Mechaniczne w Siemianowicach Śląskich. W latach 1970–1988 był zawodnikiem HKS Siemianowiczanka, grając na pozycjach środkowego pomocnika lub obrońcy. Wraz z klubem odniósł szereg sukcesów w halowej odmianie hokeja, zdobył m.in. sześć tytułów mistrza Polski (1977, 1978, 1980, 1983, 1984, 1985) i Puchar Polski (1975). W latach 1974-1988 występował w reprezentacji narodowej; w 101 meczach strzelił 18 bramek. Uczestniczył m.in. w mistrzostwach świata (1975, 1978), mistrzostwach Europy (1974, 1978) oraz igrzyskach olimpijskich w Moskwie (1980, 4. miejsce). Po 1990 grał w Niemczech, gdzie pozostał również po zakończeniu kariery zawodniczej.
Żonaty, ma dwoje dzieci (syna Michała i córkę Katarzynę).